# División de Operaciones Ferroviarias

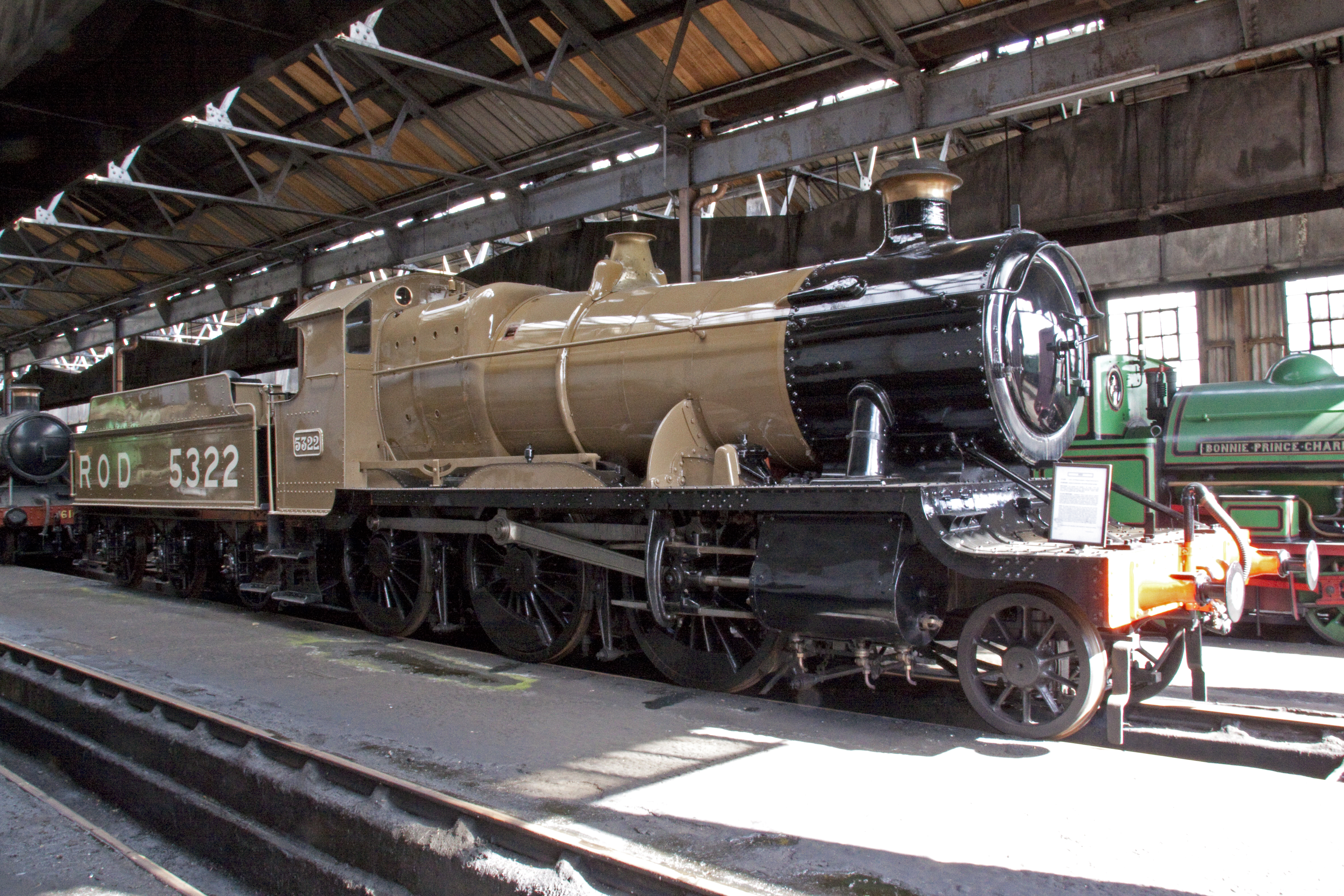
GWR 4300 Clase 5322, conservado con librea caqui ROD

La División Operativa de Ferrocarriles (Inglesː Railway Operating Division - ROD) fue una división de Ingenieros formada en 1915 para operar ferrocarriles en los muchos teatros de la Primera Guerra Mundial . Estaba compuesto en gran parte por empleados ferroviarios y operaba ferrocarriles de vía estrecha y de vía estándar.
La ROD operó su primera línea entre Hazebrouck-Ypres . El trabajo fue realizado por antiguos empleados del London and North Western Railway .
El ROD confisco muchas locomotoras de diversas compañías ferroviarias en Reino Unido y arrendó varias locomotoras belgas que fueron enviadas a Francia en 1914, pero a medida que la guerra se prolongaba, adoptó a las Robinson Class 8K (LNER O4) 2-8-0 del Gran Ferrocarril Central como su locomotora de carga estándar. También se compraron algunas locomotoras manofacturadas por Baldwin en Pensylvania, Estados Unidos .

Después de la guerra, las locomotoras requisadas regresaron a sus dueños originales.
- El ROD 2-8-0 se almacenaron en Gran Bretaña y se vendieron a varias empresas británicas entre 1919 y 1927 (Muchas de esta se conocieron como los LNER O4).
- Las locomotoras Baldwin se vendieron como sobras en Bélgica y Francia.

Durante la Primera Guerra Mundial, la División Operativa Ferroviaria fue asistida en sus funciones por otras unidades del ejército. El 17.º Batallón de Fusileros de Northumberland . El Batallón, un Batallón de Pals creado por el Ferrocarril del Noreste, comenzó su vida como un batallón de infantería regular. Más tarde se convirtió en un batallón de pioneros y, debido a la gran cantidad de ferroviarios disponibles, se convirtió en un batallón de pioneros ferroviarios en octubre de 1916 trabajando bajo las tropas de construcción ferroviaria del Cuartel General (GHQ). En septiembre de 1917, el batallón volvió a ser un batallón de infantería pero volvió al cuartel general en noviembre. Finalmente regresaron a un batallón de infantería en mayo de 1918, donde permanecieron hasta el final de la guerra.

## Empresas de construcción ferroviaria
Durante la gran guerra existieron varias empresas de construcción de ferrocarriles. Las empresas construyeron ferrocarriles de vía estándar en zonas de combate en múltiples frentes durante la guerra. Al inicio de la Primera Guerra Mundial existían dos regulares y tres especiales de reserva, estos eran:
- 8.ª Compañía de Ferrocarriles
- 10.ª Compañía de Ferrocarriles
- Empresa de depósito
- Royal Anglesey (1 empresa)
- Royal Monmouthshire (1 empresa)

Pronto se dio cuenta de la importancia de los ferrocarriles en la línea del frente, se levantaron varias compañías más durante la guerra. La última empresa fue desmovilizada en 1919.
Las compañías de la Gran Guerra incluyeron:
| Railway Company | Raised     | Embarked            | Theatre       |
| --------------- | ---------- | ------------------- | ------------- |
| 2nd (Monmouth)  | Longmoor   | 11th November 1914  | Western Front |
| 3rd (Anglesey)  | Longmoor   | 11th November 1914  | Western Front |
| 3rd (Monmouth)  | Longmoor   | 11th November 1914  | Western Front |
| 8th             | Longmoor   | 15th August 1914    | Western Front |
| 10th            | Longmoor   | 28th November 1914  | Western Front |
| 109th           | Longmoor   | 24th December 1914  | Western Front |
| 110th           | Longmoor   | 15th February 1915  | Western Front |
| 111th           | Longmoor   | 15th February 1915  | Western Front |
| 112th           | Longmoor   | 15th February 1915  | Western Front |
| 113th           | Cheltenham | 14th April 1915     | Western Front |
| 114th           | Cheltenham | 1st May 1915        | Western Front |
| 115th           | Longmoor   | Unknown             | Egypt         |
| 116th           | Longmoor   | Unknown             | Egypt         |
| 117th           | Longmoor   | 5th September 1915  | Salonika      |
| 118th           | Longmoor   | Unknown             | Western Front |
| 119th           | Longmoor   | 30th May 1916       | Western Front |
| 120th           | Longmoor   | Unknown             | Western Front |
| 200th           | Unknown    | Unknown             | Unknown       |
| 259th           | Unknown    | Unknown             | Western Front |
| 260th           | Longmoor   | 3rd February 1917   | Western Front |
| 261st           | Longmoor   | 26th February 1917  | Western Front |
| 262nd           | Longmoor   | 26th February 1917  | Western Front |
| 263rd           | Longmoor   | 26th April 1917     | Western Front |
| 264th           | Longmoor   | 13th May 1917       | Western Front |
| 265th           | Longmoor   | 14th September 1917 | Egypt         |
| 266th           | Longmoor   | 14th September 1917 | Egypt         |
| 267th           | Unknown    | Unknown             | Salonika      |
| 268th           | Longmoor   | 19th December 1916  | Western Front |
| 269th           | Longmoor   | 17th January 1917   | Western Front |
| 270th           | Cheltenham | Unknown             | Egypt         |
| 271st           | Cheltenham | 26th January 1916   | Western Front |
| 272nd           | Unknown    | Unknown             | Egypt         |
| 273rd           | Longmoor   | 7th September 1916  | Salonika      |
| 274th           | Longmoor   | 23rd October 1916   | Egypt         |
| 275th           | Longmoor   | 21st August 1916    | Western Front |
| 276th           | Unknown    | Unknown             | Eqypt         |
| 277th           | Unknown    | Unknown             | Western Front |
| 278th           | Boulogne   | Unknown             | Western Front |
| 279th           | Unknown    | Unknown             | Western Front |
| 280th           | Cheltenham | Unknown             | Western Front |
| 281th           | Cheltenham | Unknown             | Western Front |
| 282nd           | Cheltenham | Unknown             | Western Front |
| 295th           | Unknown    | Unknown             | Western Front |
| 296th           | Boulogne   | Unknown             | Western Front |
| 297th           | Unknown    | Unknown             | Western Front |
| 298th           | Unknown    | Unknown             | Western Front |
| 299th           | Unknown    | Unknown             | Western Front |